# 2001年臺灣
|        | 臺灣歷史 \| 台灣歷史年表 |
| 世纪： | 20世纪臺灣 \| 21世纪臺灣 \| 22世纪臺灣 |
| 年代： | 1970年代臺灣 \| 1980年代臺灣 \| 1990年代臺灣 \| 2000年代臺灣 \| 2010年代臺灣 \| 2020年代臺灣 \| 2030年代臺灣                                           |
| 年份： | 1996年臺灣 \| 1997年臺灣 \| 1998年臺灣 \| 1999年臺灣 \| 2000年臺灣 \| 2001年臺灣 \| 2002年臺灣 \| 2003年臺灣 \| 2004年臺灣 \| 2005年臺灣 \| 2006年臺灣 |
| 纪年： | 辛巳年（蛇年）、中華民國90年 |

## 政府

### 國家正副元首

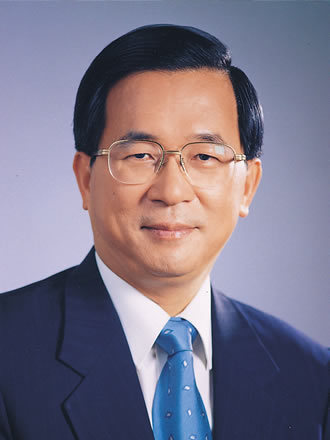
總統：陳水扁
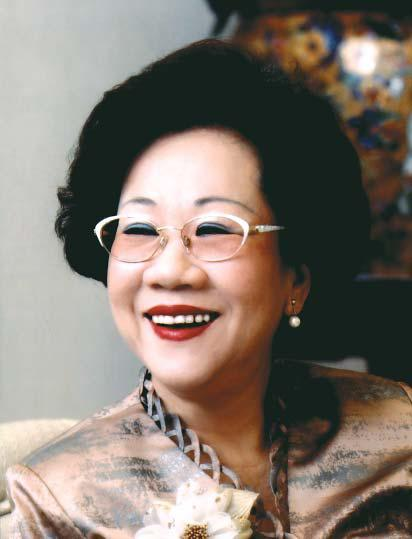
副總統：呂秀蓮

### 五院首長

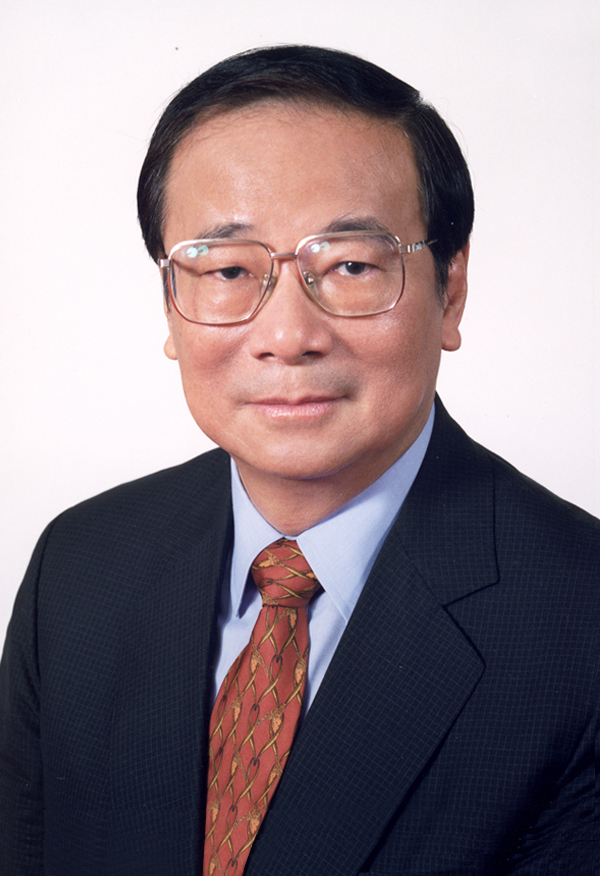
行政院院長：張俊雄
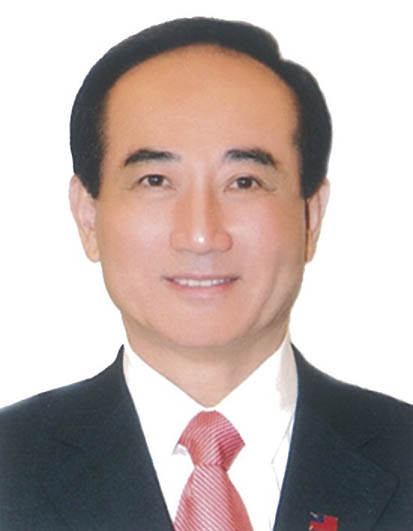
立法院院長：王金平
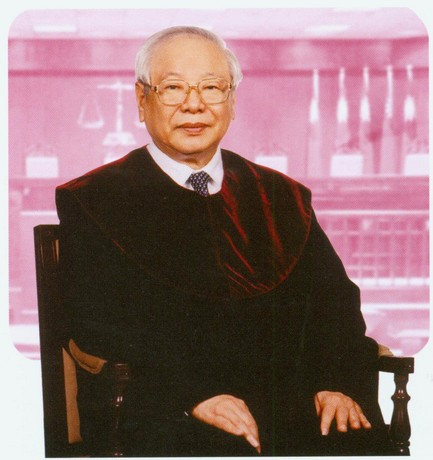
司法院院長：翁岳生
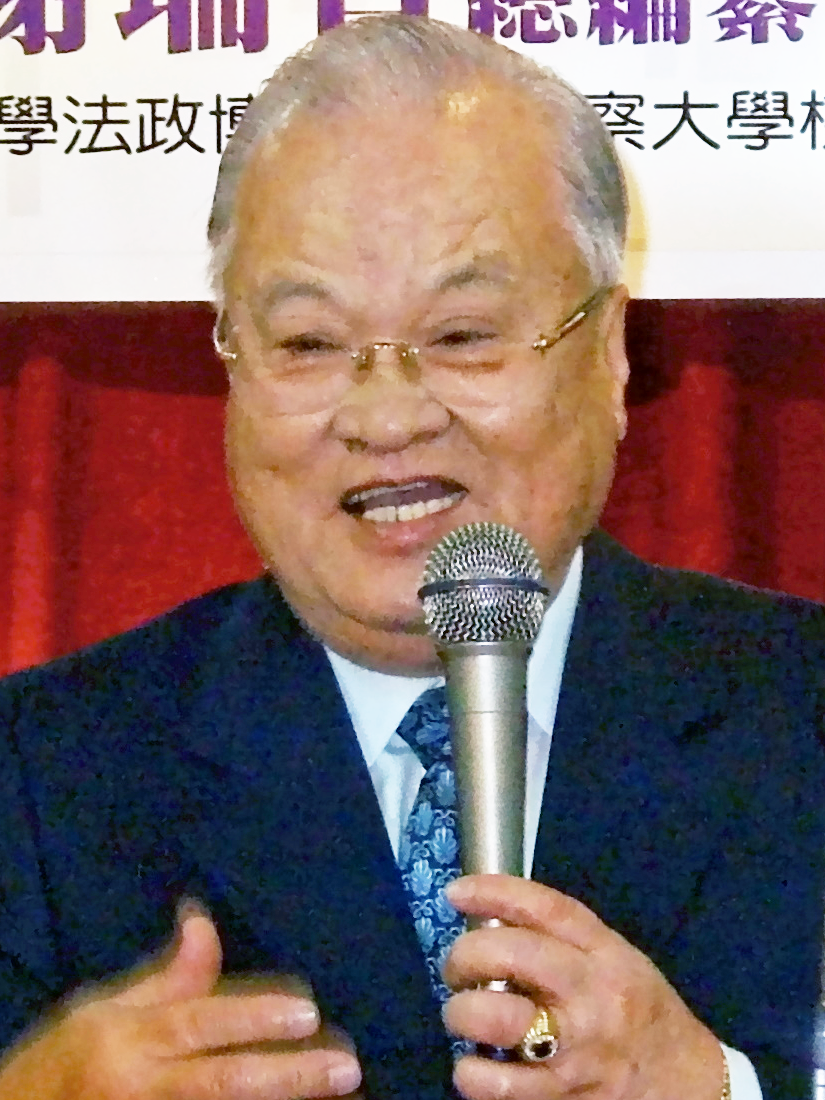
考試院院長：許水德
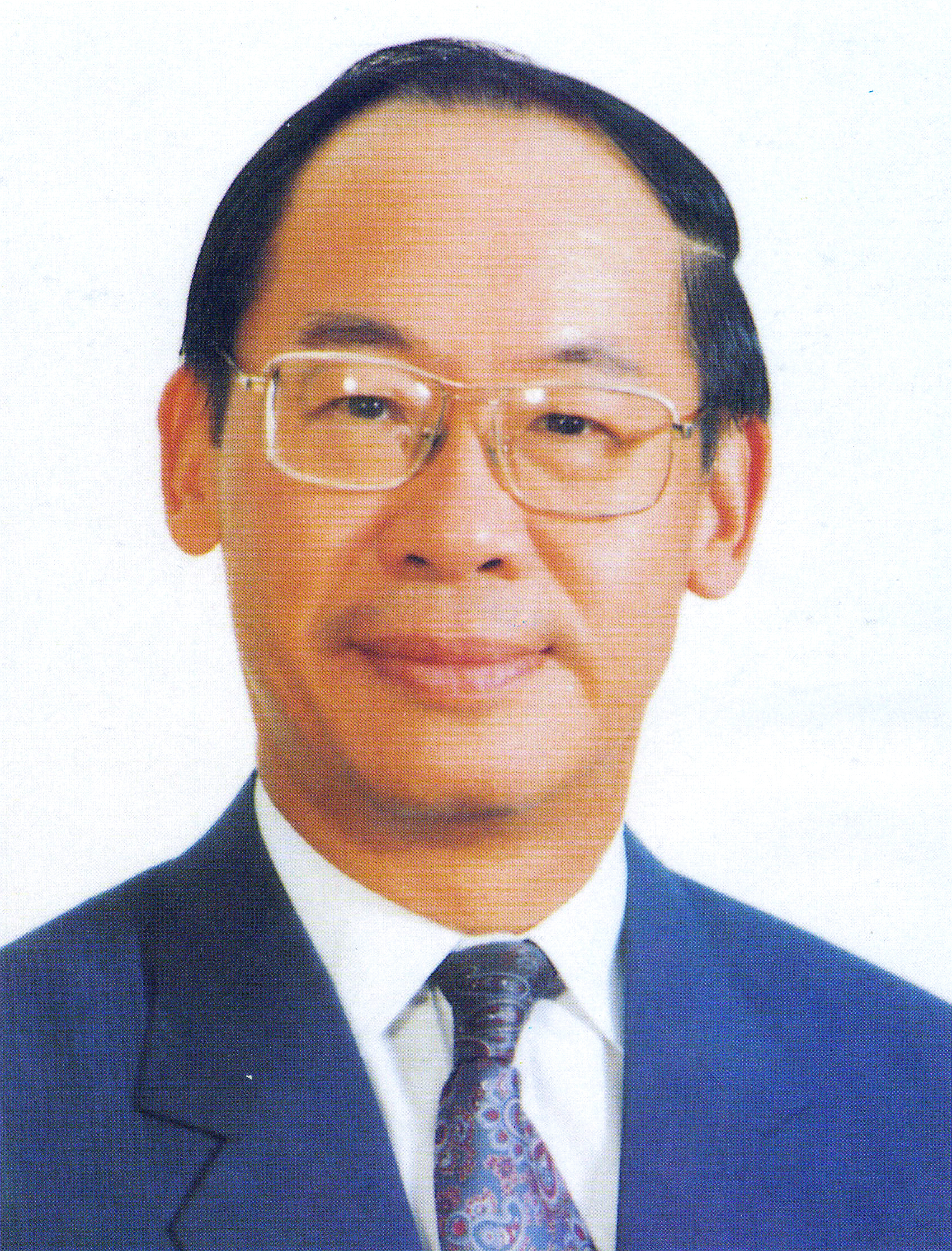
監察院院長：錢復

### 省政府主席

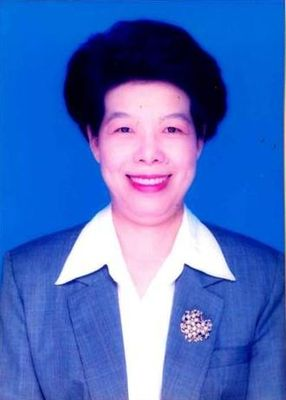
臺灣省政府主席：張博雅
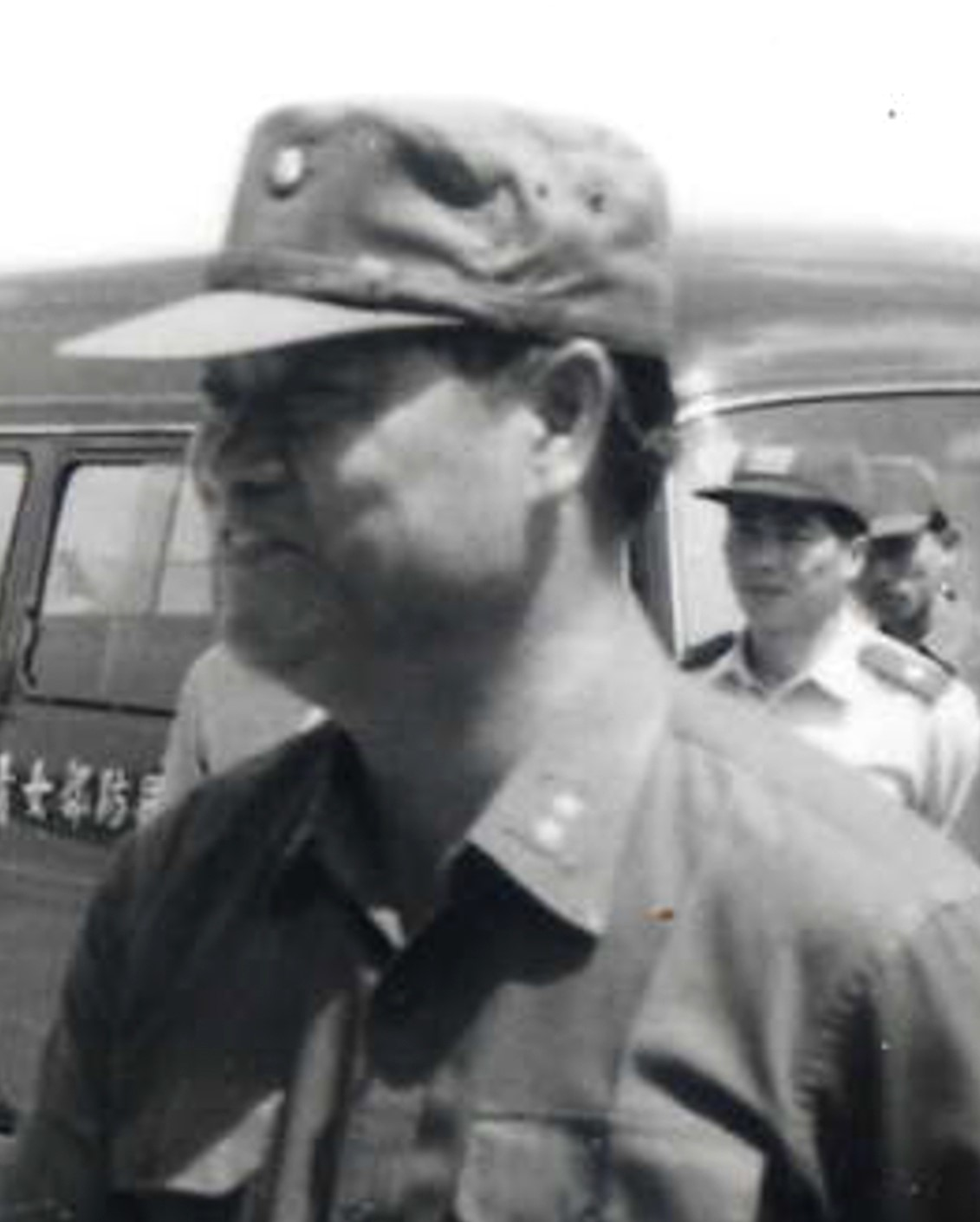
福建省政府主席：顏忠誠

## 大事记
- 1月14日——希臘籍貨輪阿瑪斯號於墾丁外海擱淺漏油，對生態造成嚴重破壞。
- 1月15日——大法官作出釋字第520號解釋文，要求行政院若欲變更國家重要政策，停止預算執行，則須向立法院報告，並獲立法院決議後始得停止執行。（意指行政院片面決定停建核四舉動，違憲。)
- 2月14日——行政院正式宣佈第四核能發電廠工程復工。
- 3月12日——臺鐵豐原站發生列車溜逸，因DL1025調動機剎車失靈，使載滿鐵軌的平車，在坡度驅動下，一路滑行至臺中站翻覆，造成3人死亡。
- 4月2日——大華證券股東臨時會，全體董事發表一致聲名，不歡迎中華開發工業銀行公開表示收購大華證券的股權。
- 5月12日——臺北縣汐止市東方科學園區發生大火，延燒達43小時之久，至14日凌晨才撲滅。
- 5月18日——新竹縣湖口鄉新竹工業區發生化工爆炸事故，共造成1人死亡，112人受傷。
- 6月28日——中華民國立法院三讀通過「金融控股公司法」，自11月1日起實施。開啟台灣金融控股時代，以及民進黨政府一次與二次金改。
- 7月11日——潭美颱風於臺東大武登陸，下午越過中央山脈後，強度減弱為熱帶性低氣壓，所引入的西南氣流集中於高雄及屏東，造成豪雨及嚴重積水等災情，也造成5人死亡。
- 7月11日——台灣茄萣和巴西混血兒吳憶樺爭監護權事件。
- 7月22日——日本動畫航海王於台視主頻道首次開播。
- 7月29日——中度颱風桃芝侵襲台灣，在南投、花蓮等地造成嚴重災情，造成111人死亡。
- 8月12日——台灣團結聯盟成立。
- 9月16日至19日——中颱納莉襲台，造成北台灣嚴重水患，台北捷運及台北車站淹水，產業損失超過新台幣80億，94人死亡。
- 11月6日至18日——2001年世界盃棒球賽於台灣舉行，台灣於季軍戰中擊敗日本，獲得季軍。
- 11月10日——臺灣獲准於2002年加入世界貿易組織。
- 12月1日——民主進步黨於第5屆立法委員選舉贏得87席、首次成為國會最大黨，國民黨68席、親民黨46席、台灣團結聯盟13席、新黨1席。

## 出生
参见： 2001年出生
- 1月6日——張恩昀：田徑運動員。
- 1月10日——王敏淳：歌手、演員，是檢場、李翊君之女。
- 1月15日——羅暐捷：棒球捕手。
- 1月16日——林沁：啦啦隊員，是Fubon Angels成員之一。
- 1月23日——張政雄：超級童盟會參賽者。
- 1月29日——
  - 邱志恆：棒球選手。
  - 岳政華：棒球選手。
- 2月11日——李芸：演員、YouTube網紅。
- 2月14日——
  - 王彥程：棒球選手。
  - 葉國情：棒球選手。
- 2月15日——吳宇凡：歌手。
- 2月21日——蘇育萱：足球運動員。
- 2月22日——郭振復：籃球運動員。
- 3月5日——謝羽盈：羽球選手。
- 3月6日——胡見宇：超級童盟會參賽者。
- 3月9日——文華佑：田徑運動員。
- 3月14日——王靖儀：歌手，是在南韓出道並發展的台灣藝人，現為公園少女成員。
- 3月16日——湯智鈞：射箭運動員。
- 4月6日——
  - 黃弘毅：棒球選手。
  - 林瑞鈞：棒球選手。
- 4月9日——
  - 古理德：演員。
  - 余謙：棒球選手。
- 4月29日——馬建豪：籃球運動員。
- 4月30日——許皓鋐：圍棋棋士。
- 5月2日——郝子聲：足球運動員。
- 5月11日——張聖豪：棒球選手。
- 5月12日——
  - 陳宇祥：歌手。
  - 陳宇宏：棒球選手。
- 5月22日——紀亮竹：演員。
- 6月4日——林聖榮：棒球選手。
- 6月12日——廖洋：賽車手。
- 6月20日——林勵：籃球運動員。
- 6月25日——耀樂：TikTok網紅。
- 7月3日——李孟恩：跆拳道選手。
- 7月6日——洪恩慈：羽球選手。
- 7月8日——劉承彥：籃球運動員。
- 7月14日——蔣浩文：籃球運動員。
- 7月22日——楊亮俞：演員。
- 7月26日——鄭宗哲：棒球選手。
- 7月27日——洪源禧：競技體操運動員。
- 8月1日——林羽葶：演員。
- 8月8日——曾俊欣：網球選手。
- 8月9日——蒲國倫：籃球運動員。
- 8月10日——簡賀宇：籃球運動員。
- 8月15日——陳思綾：歌手，是PINK FUN成員之一。
- 8月17日——林昀儒：桌球選手。
- 8月20日——王心茗：練習生，是青春有你第二季未出道的藝人。
- 8月30日——謝津宛：籃球運動員。
- 9月5日——王志煊：棒球選手。
- 9月10日——李嘉祥：棒球選手。
- 9月11日——江均：籃球運動員。
- 9月17日——林詠翔：棒球選手。
- 9月20日——程慶華：籃球運動員。
- 9月22日——林政華：棒球選手。
- 9月23日——賴冠霖：歌手、演員，是在南韓出道並發展的台灣藝人，現為Wanna One成員。
- 9月25日——邵奕玫：演員。
- 9月30日——宸頤：演員。
- 10月2日——陳柏毓：棒球選手。
- 10月6日——紀欣伶：演員，是艾莉兒之姊。
- 10月8日——羅嘉翎：跆拳道選手。
- 10月9日——王玥媞：籃球運動員。
- 10月10日——邱家慶：棒球捕手。
- 10月12日——何恆佑：棒球選手。
- 11月3日——黃兆維：棒球選手。
- 11月7日——曾峻岳：棒球選手。
- 11月20日——尹湘雲：籃球運動員。
- 12月1日——盧以恩：演員。
- 12月10日——陳冠中：籃球運動員。
- 12月24日——林原裕：棒球選手。
- 12月27日——蘇力揚：羽球選手。

## 逝世
- 1月1日——許常惠，台灣音樂家。
- 2月4日——陳一郎，台灣歌手。
- 2月8日——陈立夫，台灣政治人物（－1898年）。
- 2月17日——阮玉梅，台灣護理師。
- 3月13日——周美玉，台灣教授，是中華民國陸軍首位女性軍醫少將。
- 4月9日——謝東閔，台灣政治人物，中華民國第六任副總統（－1908年）。
- 4月18日——蔡深河，台灣醫師。
- 5月30日——金塗，台灣影視演員。
- 5月31日——李國鼎，台灣經濟學家及政治人物（－1910年）。
- 6月29日——張秀亞，台灣作家。
- 7月13日——古瑞雲，台灣社會運動者。
- 7月29日——彭國華，台灣企業家，是豐華唱片創辦人。
- 8月19日——李連春，台灣糧政界人物。
- 9月16日——張再添，台灣義消。
- 9月17日——陳垂映，台灣文學家。
- 9月17日——高蕙蘭，台灣京劇演員。
- 12月1日——林海音，台灣作家（－1918年）。
- 12月24日——辜啟允，台灣企業家。
- 12月31日——黃維三，台灣中醫師，是中國醫藥學院（今中國醫藥大學）針灸科學教授。